# Tylophora rockii
Tylophora rockii là một loài thực vật có hoa trong họ La bố ma. Loài này được M.G. Gilbert & P.T. Li miêu tả khoa học đầu tiên năm 1995.